# Czwarty rząd Kazimierza Sabbata
Czwarty rząd Kazimierza Sabbata – gabinet pod kierownictwem premiera Kazimierza Sabbata, istniał od 17 stycznia 1984 do 7 kwietnia 1986.
4 stycznia 1984 Prezydent RP Edward Raczyński mianował Kazimierza Sabbata prezesem Rady Ministrów, a 17 stycznia 1984 mianował pozostałych ministrów i podsekretarzy stanu.
18 stycznia 1984 Prezydent RP Edward Raczyński zaprzysiężył członków rządu z wyjątkiem chorego dr. Zygmunta Szkopiaka, który przysięgę złożył 20 lutego 1984.

## Skład rządu
- Kazimierz Sabbat – prezes Rady Ministrów i minister spraw zagranicznych
- kmdr Bohdan Wroński – minister spraw wojskowych (do 1 marca 1985)
- ppłk dypl. Jerzy Przemysław Morawicz – minister spraw wojskowych (od 1 marca 1985)
- Stanisław Borczyk – minister skarbu
- Bohdan Wendorff – szef Kancelarii Cywilnej Prezydenta RP i pełniący obowiązki ministra sprawiedliwości
- prof. dr Edward Szczepanik – minister spraw krajowych
- Zbigniew Scholtz – minister spraw emigracji
- Czesław Czapliński – minister kultury i oświaty
- ppłk dypl. pil. Roman Czerniawski – minister informacji (zm. 26 kwietnia 1985)
- Tadeusz Drzewicki – minister
- inż. Aleksander Snastin – minister
- Jerzy Zaleski – minister
- Ryszard Kaczorowski – minister (od 17 lutego 1986)[2]
- Tadeusz Lasko – podsekretarz stanu w Ministerstwie Spraw Zagranicznych
- Zygmunt Czesław Szkopiak – podsekretarz stanu w Ministerstwie Spraw Zagranicznych
- Leonidas Kliszewicz - podsekretarz stanu w Ministerstwie Spraw Zagranicznych[1]
- Zdzisław Szopis - podsekretarz stanu w Ministerstwie Spraw Emigracji
- Władysław Szkoda - podsekretarz stanu w Ministerstwie Spraw Emigracji
- mjr dypl. pil. Tadeusz Andersz – podsekretarz stanu w Ministerstwie Informacji (od 9 września 1985)[3]
- Andrzej Czyżowski – podsekretarz stanu w Ministerstwie Informacji (od 4 marca 1986)[4]